# Música de Bolivia
La música de Bolivia se refiere a la música creada en Bolivia o por bolivianos en el extranjero, que forma parte de su cultura. Es una mezcla de diferentes influencias culturales: indígena, española y africana, debido a la historia virreinal del país. A escala internacional, es conocida por su folclore que llegó a escenarios de Europa, Asia, y América provocando que gran parte de las agrupaciones, entre ellas Los Kjarkas y Los Jairas, se dedicaran a producir música de estilo folclórico. También tuvo mucha relevancia la música barroca desarrollada en los siglos XVII y XVIII en las misiones jesuíticas de Mojos y Chiquitos, con la evangelización hispánica y la influencia de la Iglesia Católica en los indígenas.
Dependiendo de si se trata de música folclórica o música moderna, las melodías bolivianas pueden variar según la región. En los andes, predomina el uso de la zampoña o flauta de pan, el charango (guitarra pequeña con 10 cuerdas) o la quena (flauta de pico andina). En el oriente o zona de los llanos, predomina el uso de la guitarra, los tambores o las trompetas. En los valles, además del charango, se suele hallar alto uso de acordeón.
En el plano del folclore, en Bolivia, surgieron diversas expresiones musicales. Ritmos como la morenada, los caporales, la diablada o el tinku son los habituales en la zona occidental del país y ha alcanzado una notable popularidad internacional que países vecinos como el Perú o Chile la imitan y replican. Ritmos como el taquirari o la chovena son más propios del oriente, la zona de los llanos. Hacia el sur, en el chaco, se encuentra el pin pin guaraní y la chacarera. Por los valles, es común escuchar cueca o kaluyos.

## Música folklórica

### Región andina

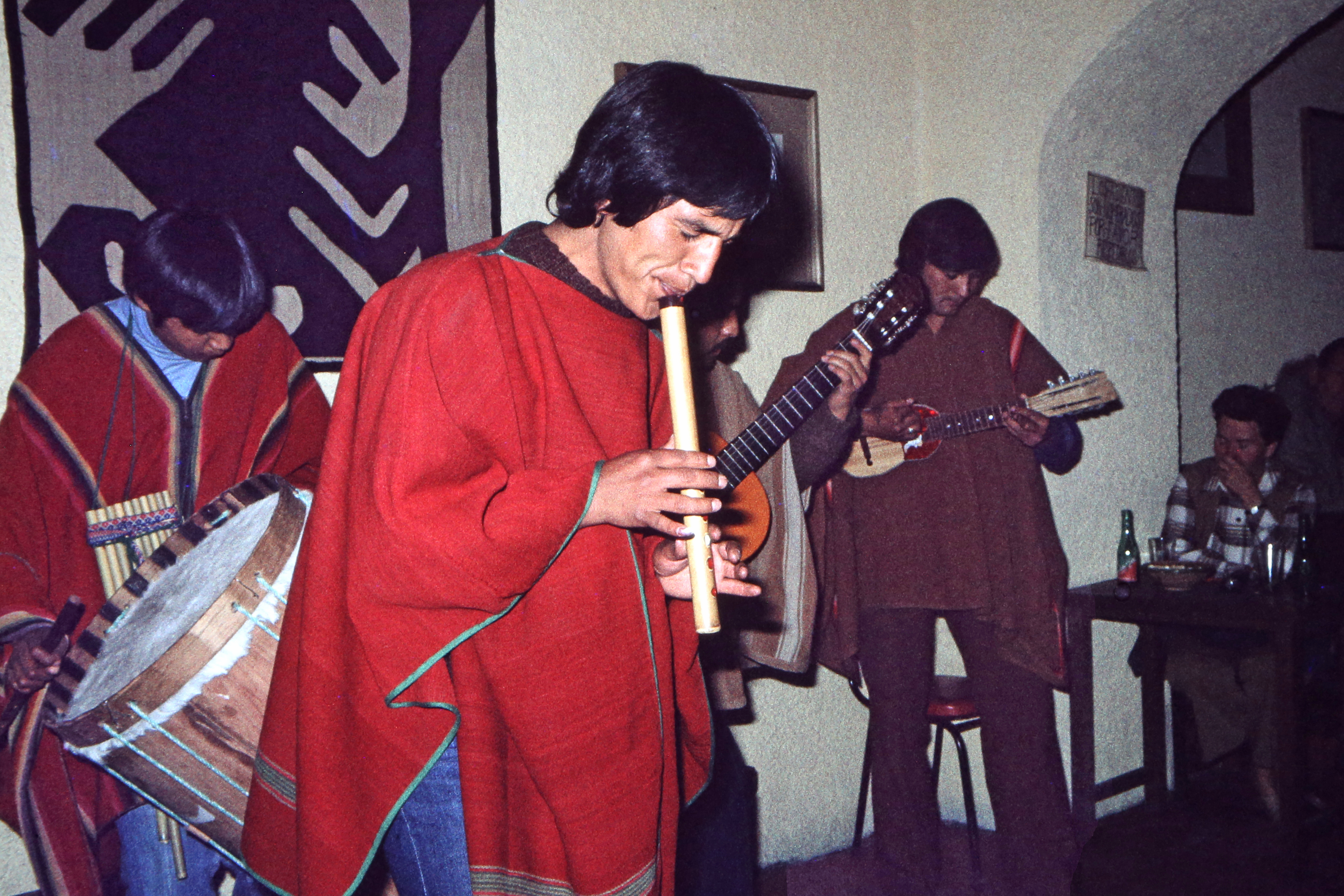
Grupo Folklórico típico del altiplano

Una de las principales características de la música andina, también llamada autóctona, es la concepción ritual, es decir su existencia en momentos ritualizados, festivos y religiosos. Instrumentos musicales típicos de los andes son la quena, el siku, la tarka, la zampoña, el charango o el bombo.
La música andina se caracteriza por su ejecución, que es esencialmente grupal, colectiva. Este estilo musical, en el caso de los pueblos originarios, involucra el empleo de determinados instrumentos responden a la celebración de las fiestas más importantes del ciclo agrícola. Tanto ritmos como instrumentos son usados de acuerdo a los ritos y las épocas de siembra, cosecha y almacenamiento, (lluvias y seca), es de una carácter monódico.
Artistas destacados de los Andes son grupos como Los Kjarkas y Los Jairas; personajes individuales como Ernesto Cavour (charanguista) o Luzmila Carpio. Otros, son más recordados por haber compuesto marchas militares, como Adrián Patiño. En los valles, que tienen mucha influencia andina, destacan compositores y cantautores como Arturo Sobenes.

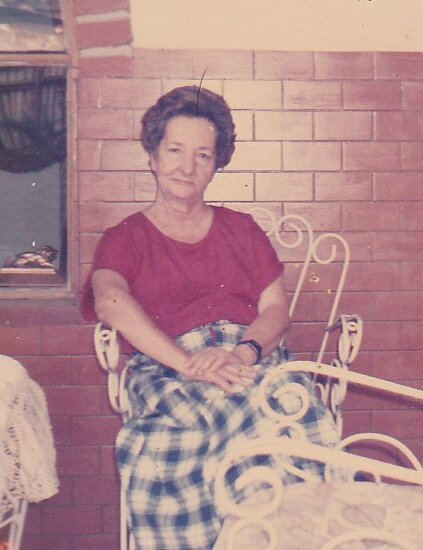
Gladys Moreno, cantante bolivana condecorada con la Orden del Cóndor de los Andes.

### Región oriental
La zona de los llanos presenta una particularidad condicionada por su clima tropical y sus costumbres alegres. Esto hace que las canciones en el oriente utilicen con frecuencia letras que aluden al amor al terruño o a la mujer. En este sentido, se desarrollaron géneros musicales típicos de los llanos, como el carnavalito, el taquirari o la chobena.
Artistas reconocidos de la región oriental en el ámbito folclórico son Los Cambitas, Los Taitas del Beni o el Trío Oriental. También destacan cantautores como Guísela Santa Cruz, Gladys Moreno, Arminda Alba o Norah Zapata. Asimismo, hubo talentosos compositores como los profesores Mateo Flores o Susano Azogue Rivero.

## El desarrollo de la música boliviana

### Época virreinal
Durante la conquista hispánica, el oriente boliviano, sobre todo el territorio que en ese entonces era Gobernación de Mojos y Chiquitos, resultó altamente influenciado por las misiones jesuíticas, lo cual derivó en la música barroca.Así, durante el siglo XVIII, se desarrolló una riqueza cultural centrada en la ejecución de los instrumentos llevada a cabo por los indígenas evangelizados por los padres jesuitas. En Chiquitos, se conservan 5.500 y en Mojos 7.000 hojas con partituras de música sacra.
Instrumentos como el violín predominaron en la composición de música, que principalmente hablaba de temas religiosos y tenía funciones litúrgicas.La música virreinal en el oriente boliviano ha llegado a tener tal fama, que cada año se realiza el Festival Internacional de Música Renacentista y Barroca Americana "Misiones de Chiquitos".

## Música mestiza
Desde que comenzó la conquista, se inició el mestizaje, que influyó no solo en el ámbito genético, sino también en el identitario. Así como hubo mestizaje biológico entre los andinos y los europeos, también hubo un rico proceso de mezcla cultural. En este campo, existe la música conocida como folclórica o tradicional, la de los pueblos pequeños del país, como el taquirari, la cueca, la morenada y la infinidad de estilos que persisten y son creados. Es acá cuando este sincretismo de culturas crea una fusión entre la música europea y la música andina, creando una mezcla totalmente única y muy característica en la música boliviana.
La Revolución de 1952 fomentó y apoyó el desarrollo de una cultura nacional. Se llegó a establecer un departamento de folklore dentro del Ministerio de Educación. En 1965, Édgar Jofré formó un cuarteto llamado Los Jairas en La Paz. Con el ascenso de la música popular Jofré, junto con Alfredo Domínguez, Ernesto Cavour, Julio Godoy, y Gilbert Favre, modificó las formas de la música tradicional, fusionándola con ritmos urbanos y europeos.

## Música fúnebre
Entre la música fúnebre de Bolivia se encuentran el género Bolero de Caballería siendo la "Despedida de Tarija" y el "Terremoto de Sipe Sipe" las piezas más conocidas. También se suelen interpretar los tristes o yaravíes destacando El llanto de mi madre interpretado por el grupo Los Jairas. En la actualidad pocos músicos componen boleros de caballería debido a que se tiene la superstición de que caen desgracias y maldiciones para aquellos que componen este género musical. El mauchi es un género musical propio del pueblo afroboliviano, solo se la canta en funerales. En la época de Todos Santos existen una variedad de géneros musicales que se interpretan en conmemoración de los difuntos entre ellas las coplas de todos santos de Tarija.

## Ritmos folklóricos
Algunos de los ritmos folklóricos de Bolivia incluyen:
- Antawara
- Morenada
- Caporales
- Kullawada
- Llamerada
- Kallawaya
- Waca Waca
- Ch'utas
- Diablada
- Sicureada
- Tarkeada
- Negritos
- Auqui Auqui
- Atico
- Saya
- Moseñada
- Tinku
- Taquirari
- Chacarera
- Contrapunto
- Tonada chapaca
- Pujllay
- Kalampeo
- Cueca
- Bailecito
- Huayño
- Chovena
- Carnaval
- Cacharpaya
- Macheteros
- Tobas
- Tobas
- Salay
- Jula Jula
- Lichiwayos
- Potolos
- Michizos
- Salaque
- Chunchos
- Pin-pin
- Cambraya
- Pinkillada
- Tundiqui
- Chutunqui
- Chuntunqui Villancico
- Zapateo de Pascua
- Rueda chapaca
- Salay

## Bandas de bronce
Las bandas de bronce son grupos o conjuntos de músicos que interpretan diversos ritmos bolivianos y generalmente se los puede apreciar en desfiles callejeros acompañando a un grupo de bailarines en diferentes festividades denominadas entradas.

## Eventos musicales
- Festival Nacional de la Canción Boliviana

- Festival Nacional de Bandas de Música

- Festijazz
- Festival del Charango
- Festival Guitarras en la Ciudad Blanca